# Gekerfde schorskever
De gekerfde schorskever (Bitoma crenata) is een keversoort uit de familie somberkevers (Zopheridae). De wetenschappelijke naam van de soort werd in 1775 gepubliceerd door Johann Christian Fabricius.